# Mokume gane
Mokume gane jedna je od tehnika tradicionalne japanske obrade metala Izvodi se tako da se od većeg broja tankih limova od različito obojenih metala izradi blok koji se zatim dodatno stanji raskivanjem(limovi se spoje tako da ih se zagrije skoro do točke topljenja,ne lemljenjem!), odnosno danas strojem za valjanje lima. Potom se dobiveni lim dodatno obradi iskucavanjem, turpijanjem, poliranjem i patiniranjem.

## Povijest
Tehnika se prakticira od 17. stoljeća i korištena je prije svega za urešavanje dijelova japanskog mača tkz. katane.
Tehniku je pronašao Denbei Shoami (1651. – 1728.). Kod izrade se najčešće koriste zlato, bakar, mjed, srebro te specifično japanske slitine poput shibuichija, shakuda i kuromidoa. Danas se u mokume tehnici koriste i bijelo zlato, paladij, platina, željezo, te titanij i novo srebro. Na zapadu su je oko 1960. počeli koristiti američki zlatari Hiroko Sato i Gene Pijanowsky, no treba istaknuti da je tehnika korištena i u 19. stoljeću; čuvena američka tvrtka Tiffany proizvodila je od 1877. do početka 20. stoljeća i predmete u mokume tehnici. Danas je tehnika popularna u SAD, Njemačkoj, Velikoj Britaniji i u samom Japanu te Kini.

## Vanjske poveznice
- Informacije i upute za rad u mokume gane tehnici  Arhivirana inačica izvorne stranice od 24. prosinca 2013. (Wayback Machine)
- Wiesner Mokume Gane Video Workshop  Arhivirana inačica izvorne stranice od 24. prosinca 2013. (Wayback Machine)
- Workshop Mokume Gane
- Prinzip der Herstellung  Arhivirana inačica izvorne stranice od 22. listopada 2016. (Wayback Machine) (engleski)